# Lena Westerlund

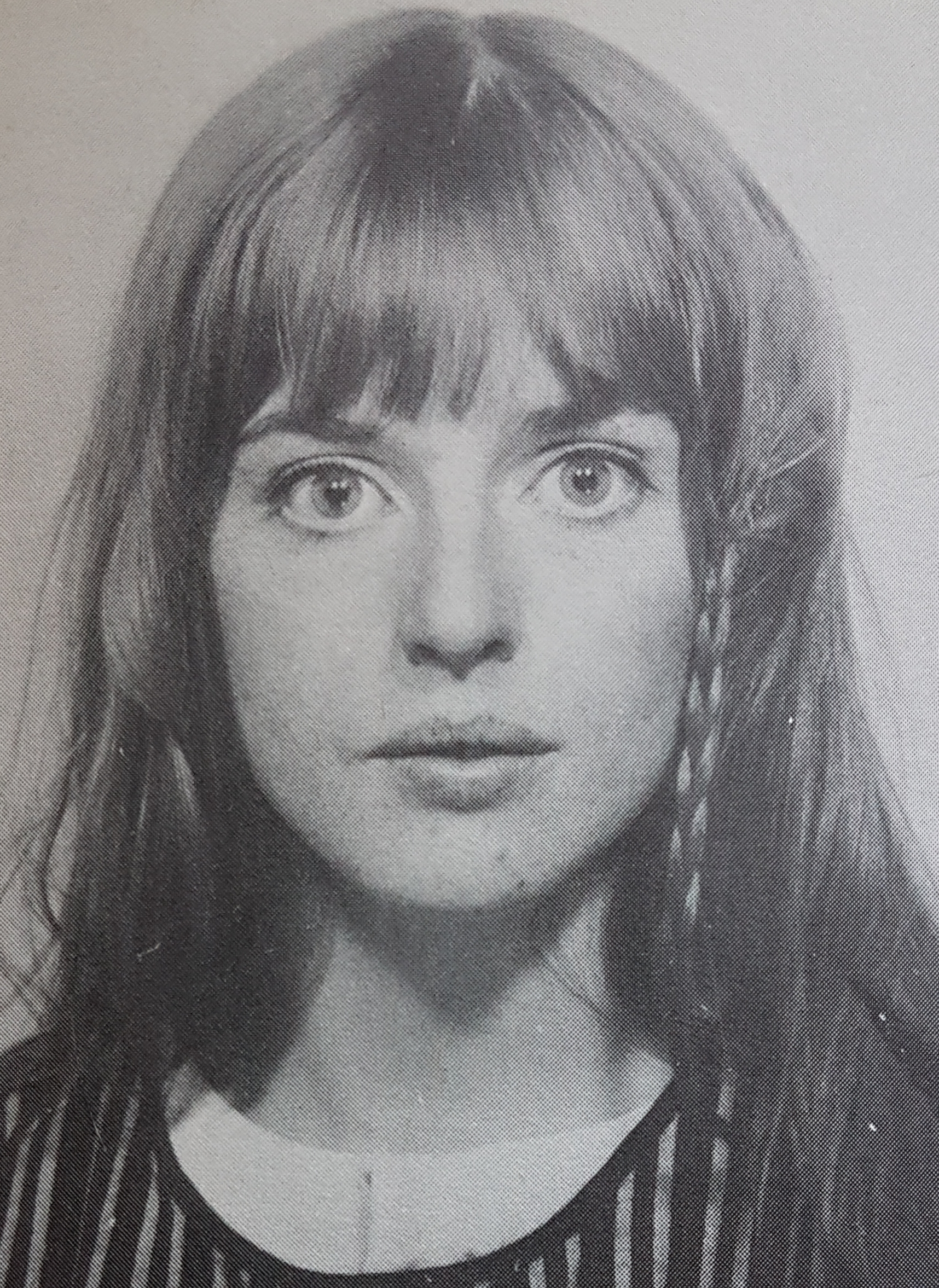
Lena Westerlund

Lena Margareta Westerlund, född 2 februari 1948 i Kristinehamn, är en svensk målare och tecknare.
Westerlund studerade vid Konstfackskolans linje för dekorativ målning 1966-1971. Hon har ställt ut på Kristinehamns konstmuseum, Konsthallen i Katrineholm, Konstfrämjandet, Galleri Heland, Galleri Gripen, Galleri Doktor Glas, Galleri MB, Galleri HD i Stockholm, Lilla Nyborg i Visby och Galleriet på gården i Trelleborg.
Hennes konst består av teckningar i blyerts och målningar i akvarell, tempera eller olja.
Bland hennes offentlig utsmyckningar märks Karlstads lasarett, Sabbatsbergs sjukhus, sju stucken PBU-kliniker i Stockholms län.
Westerlund är representerad vid Värmlands, Norrbottens, Västernorrlands, Närkes och Stockholms läns landsting.